# Huangying
Huangying (kinesiska: 黄莺) är en socken i sydvästra Kina. Den ligger i stadsdistriktet Wulong i storstadsområdet Chongqing, omkring 110 kilometer öster om det centrala stadsdistriktet Yuzhong. Antalet invånare är 7 955. Befolkningen består av 3 836 kvinnor och 4 119 män. Barn under 15 år utgör 20,0 %, vuxna 15-64 år 64 %, och äldre över 65 år 15,0 %.